# 딕 워락

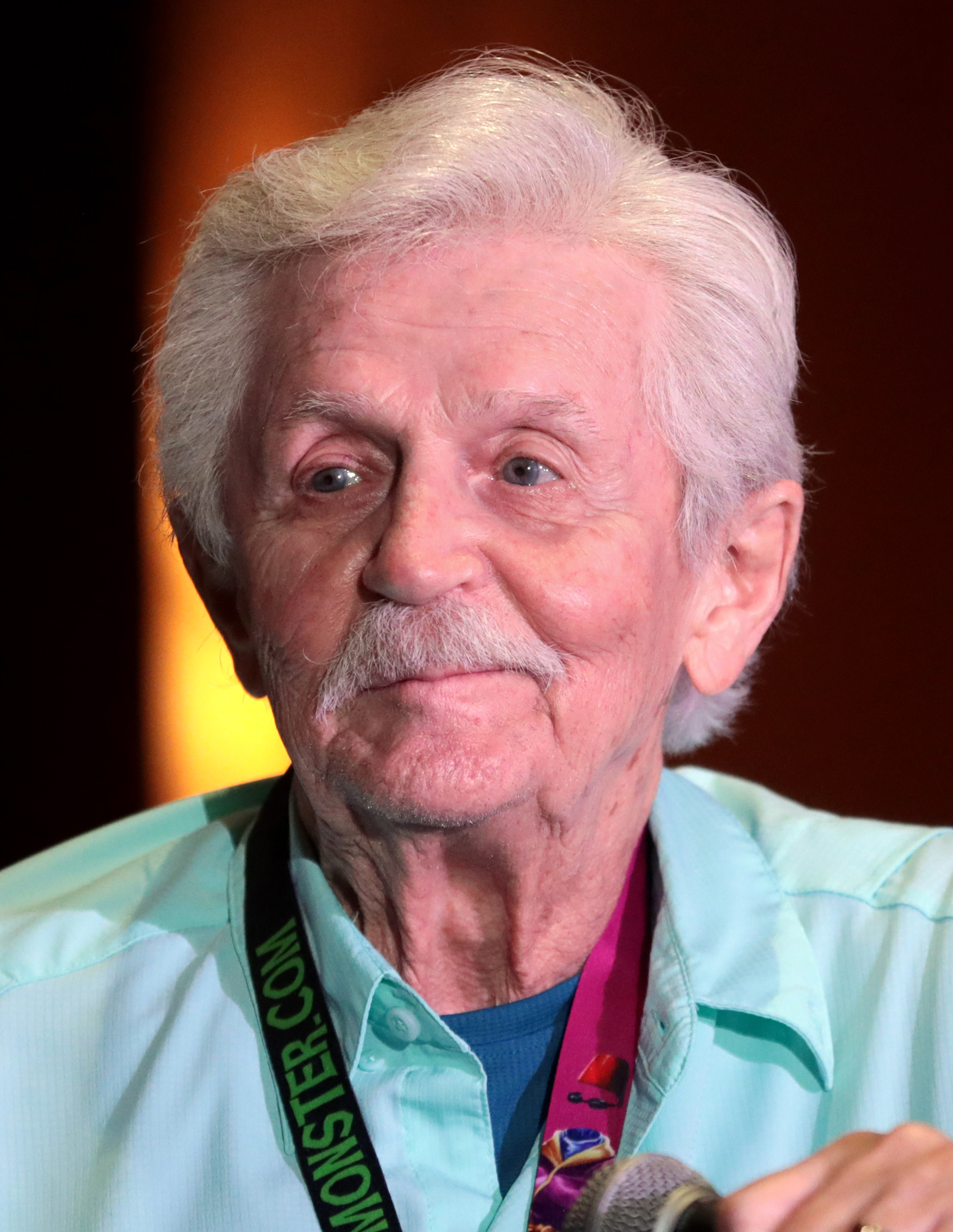

딕 워락(Dick Warlock, 1940년 2월 5일 ~ )은 미국의 배우, 스턴트 배우, 영화배우이다.

## 영화
- 나의 사랑 나의 젊음 (1993년)
- 건크레이지 (1992년)
- 심연 (1989년)
- 오메가 신드롬 (1987년)
- 퀵실버 (1986년)
- 초능력 소녀의 분노 (1984년)
- 할로윈 3 (1983년)
- 할로윈 2 - 저주받은 병실 (1981년) - 샤프 역
- 허비 - 몬테카를로에 가다 (1977년)
- 그린 베레 (1968년)